# Franc Thụy Sĩ
Franc (ký hiệu: Fr. hoặc SFr.; tiếng Đức: Franken, tiếng Pháp và tiếng Romansh: franc, tiếng Ý: franco; mã: CHF) là đồng tiền của Thụy Sĩ và Liechtenstein; nó cũng là đồng tiền thanh toán hợp pháp của Campione d'Italia, Italia. Mặc dù không phải là đồng tiền thanh toán hợp pháp chính thức của Büsingen am Hochrhein, Đức (tiền tệ hợp pháp duy nhất là euro), nó vẫn cứ được sử dụng rộng rãi trong đời sống thường ngày tại đây. Ngân hàng Trung ương Thụy Sĩ có trách nhiệm in tiền giấy còn tiền xu do Xưởng đúc tiền Thụy Sĩ đúc.
Franc Thụy Sĩ là đồng franc duy nhất còn được phát hành tại châu Âu.

## Lưu thông
Cho đến tháng 3 năm 2010, tổng giá trị của cả tiền xu và tiền giấy Thụy Sĩ đã được phát hành là 49.664,2  triệu franc Thụy Sĩ.
| Giá trị tiền xu và tiền giấy Thụy Sĩ đang lưu thông tính đến tháng ba 2010 (triệu CHF) | Giá trị tiền xu và tiền giấy Thụy Sĩ đang lưu thông tính đến tháng ba 2010 (triệu CHF) | Giá trị tiền xu và tiền giấy Thụy Sĩ đang lưu thông tính đến tháng ba 2010 (triệu CHF) | Giá trị tiền xu và tiền giấy Thụy Sĩ đang lưu thông tính đến tháng ba 2010 (triệu CHF) | Giá trị tiền xu và tiền giấy Thụy Sĩ đang lưu thông tính đến tháng ba 2010 (triệu CHF) | Giá trị tiền xu và tiền giấy Thụy Sĩ đang lưu thông tính đến tháng ba 2010 (triệu CHF) | Giá trị tiền xu và tiền giấy Thụy Sĩ đang lưu thông tính đến tháng ba 2010 (triệu CHF) | Giá trị tiền xu và tiền giấy Thụy Sĩ đang lưu thông tính đến tháng ba 2010 (triệu CHF) | Giá trị tiền xu và tiền giấy Thụy Sĩ đang lưu thông tính đến tháng ba 2010 (triệu CHF) |
| Xu                                                                                     | 10 franc                                                                               | 20 franc                                                                               | 50 franc                                                                               | 100 franc                                                                              | 200 franc                                                                              | 500 franc                                                                              | 1000 franc                                                                             | Tổng Cộng                                                                              |
| -------------------------------------------------------------------------------------- | -------------------------------------------------------------------------------------- | -------------------------------------------------------------------------------------- | -------------------------------------------------------------------------------------- | -------------------------------------------------------------------------------------- | -------------------------------------------------------------------------------------- | -------------------------------------------------------------------------------------- | -------------------------------------------------------------------------------------- | -------------------------------------------------------------------------------------- |
| 2695,4                                                                                 | 656,7                                                                                  | 1416,7                                                                                 | 1963,0                                                                                 | 8337,4                                                                                 | 6828,0                                                                                 | 129,9                                                                                  | 27.637,1                                                                               | 49.664,2                                                                               |

Combinations of up to 1 cent
usual Swiss coins (not including special or commemorative coins) are legal tender; banknotes are legal tender for any amount.